# Philippe Cousineau
Pour les articles homonymes, voir Cousineau.
Philippe Cousineau est un acteur québécois.

## Biographie
Philippe Cousineau est diplômé du Conservatoire d'art dramatique de Montréal, promotion 1990.

## Carrière

### Filmographie
- 1992 : Scoop (série télévisée) : Claude Dion
- 1993 : Les grands procès (série télévisée) : M. Hétu
- 1996 : Marguerite Volant (feuilleton TV) : Antoine de Courval
- 1997 : Le Masque (série télévisée) : Maxime Dupuis
- 1997 : Diva (série télévisée) : Philippe Bergeron (1999)
- 2004 : Le Bleu du ciel (série télévisée) : Pierre-Paul Paradis (2005)

### Théâtrographie
- 2017: La femme la plus dangereuse du Québec : d'après Josée Yvon de Dany Boudreault, Maxime Carbonneau et Sophie Cadieux, au Théâtre Denise-Pelletier, mis en scène par Maxime Carbonneau, La Messe Basse[1].
- 2019: Les Murailles d'Érika Soucy au Théâtre Périscope, mis en scène par Maxime Carbonneau, La Messe Basse[2].